# 莫與先
莫與先（？—？），字大岸，一字兟子，自號顾洄老人，湖廣承天府潜江縣人，清朝政治人物。

## 生平
順治戊子拔貢，辛卯以尚书魁順天府，授雲夢縣教授。登戊戌進士，令高邑县，踰年而引疾歸。年八十，愛作蝇头細楷，手一卷不輟。著有《南陂诗》、《郇笈讀史》、《樂府》、《今是堂集》若干卷。

## 家族
祖莫汝嘉，父莫若智，叔莫若玉。從侄莫之翰，字紫来，號嵩皋，若玉孫，康熙己酉舉人，庚戌進士，官至貴西兵巡僉事。